# Gare de Corgoloin
La gare de Corgoloin est une gare ferroviaire française de la ligne de Paris-Lyon à Marseille-Saint-Charles, située sur le territoire de la commune de Corgoloin, dans le département de la Côte-d'Or, en région Bourgogne-Franche-Comté.
C'est une halte ferroviaire de la Société nationale des chemins de fer français (SNCF) desservie par des trains du réseau TER Bourgogne-Franche-Comté.

## Situation ferroviaire
Établie à 226 m d'altitude, la gare de Corgoloin est située au point kilométrique (PK) 342,595 de la ligne de Paris-Lyon à Marseille-Saint-Charles, entre les gares ouvertes de Nuits-Saint-Georges et de Beaune.

## Fréquentation
De 2015 à 2023, selon les estimations de la SNCF, la fréquentation annuelle de la gare s'élève aux nombres indiqués dans le tableau ci-dessous.
| Année     | 2015   | 2016   | 2017   | 2018   | 2019   | 2020   | 2021  | 2022   | 2023   |
| --------- | ------ | ------ | ------ | ------ | ------ | ------ | ----- | ------ | ------ |
| Voyageurs | 13 779 | 12 360 | 13 228 | 12 843 | 15 088 | 12 146 | 8 681 | 13 671 | 14 595 |

## Service des voyageurs

### Accueil
Halte SNCF, c'est un point d'arrêt non géré (PANG) à accès libre.

### Desserte
Corgoloin est desservie par des trains du réseau TER Bourgogne-Franche-Comté qui effectuent des missions entre les gares de Dijon-Ville et Chalon-sur-Saône.

### Intermodalité
Des places de parking pour les véhicules sont possibles à proximité immédiate de la halte. Une correspondance est possible avec les cars de la ligne 113 du réseau Mobigo.